# Stadtratte und Landratte

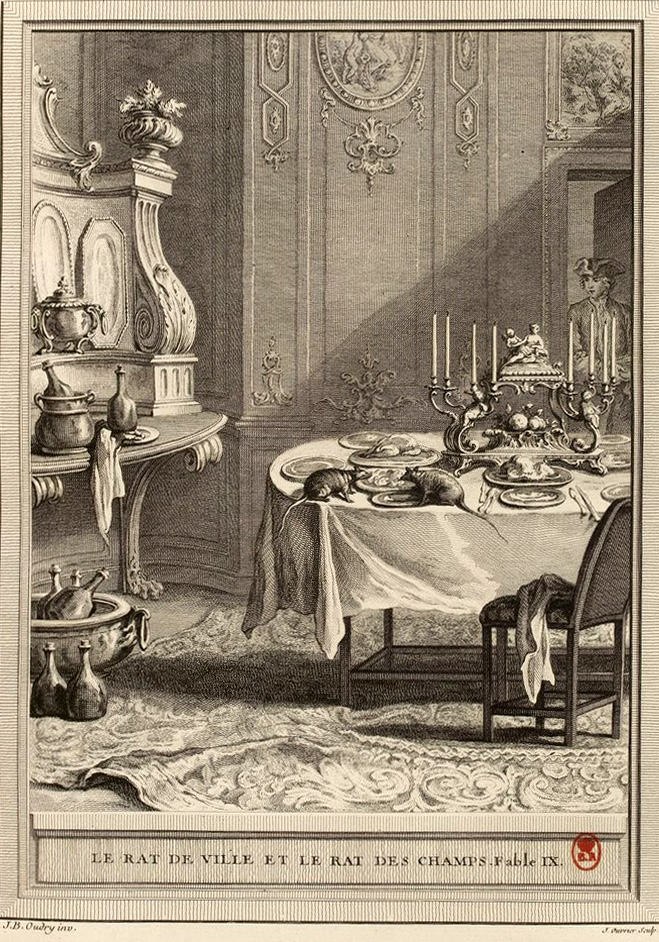
Le Rat de ville et le Rat des champs

Stadtratte und Landratte (franz. Le Rat de ville et le Rat des champs) ist die neunte Fabel aus dem ersten Buch der Fabelsammlung Fables Choisies, Mises En Vers von Jean de La Fontaine.
Erzählt wird von einer Feldratte, die mit dem Anschein von Weisheit ihre Überlegenheit gegenüber einer Stadtratte unter Beweis stellen möchte. Die Stadtratte hatte die Landratte zum üppigen Essen in ihre Stadtwohnung eingeladen, der Landratte machte das Stadtleben jedoch Angst. Sie unterbricht daher das gemeinsame Mahl:
„Danke sehr!“, spricht jenes, „Morgen

Komm zu mir aufs Land hinaus.

Kann dir freilich nicht besorgen

Dort so königlichen Schmaus.

Einfach nur, doch unbeneidet,

Voller Sicherheit bewusst,

Speis ich dort. Pfui solcher Lust,

Die durch Furcht mir wird verleidet!“
Übersetzer: Ernst Dohm

## Interpretationen
Diese Fabel kann einerseits als Vergleich zwischen dem weltlichen Leben des Adels am Hof und dem Leben in Abgeschiedenheit auf dem Land betrachtet werden, wobei letzteres das Leben des Dichters La Fontaines meint.
Andererseits heißt es in der Fabel, die Stadtratte lade die Landratte ein, doch eigentlich ist es keine Einladung, denn La Fontaine schreibt: „Der Tisch war schon gedeckt.“ Die beiden Ratten stehlen Fettammern, die vom Mahl eines anderen übriggeblieben sind, und alles geschieht nachts, also im Verborgenen. Die Ratten fliehen, als sie ein Geräusch an der Tür hören, denn sie möchten nicht beim Stehlen bzw. beim Speisen an einem fremden Tisch, bei der Negation des Austausches ertappt werden, da ein Parasit davon ausgeht, dass er sich verstecken muss. Daraus lassen sich zweierlei Rückschlüsse ziehen: Erstens ist es schwierig, einen Parasiten zu beobachten, da er beim Öffnen der Türe verschwindet, und er erscheint wieder, sobald man sie wieder schließt. Es scheint, als ob die Beobachtung das zu betrachtende Phänomen vertreiben würde. Zweitens kann eine Stadtratte den Lärm einer Stadt, der auf die Nähe anderer Menschen hinweist, gut ertragen, denn sie kommt wieder, sobald er aufhört. Die Landratte hingegen lebt zu Hause, sie lebt isoliert und kennt keinen Lärm. Sie glaubt, dass es sich beim Lärm um Vergnügen oder Leid handeln muss. In Wirklichkeit tauscht sie durch ihren Besuch die Stille der Einsamkeit gegen den Lärm der Gesellschaft.
Die Fabel beantwortet die Frage nicht, welche Lebensweise zu bevorzugen sei, da im Zuge der Gewöhnung eine Komplexität einfach erscheinen wird.